# Frullania microcephala
Frullania microcephala là một loài Rêu trong họ Jubulaceae. Loài này được Gottsche mô tả khoa học đầu tiên năm 1863.